# Stictoponera dentihumera
Stictoponera dentihumera (лат.) — вид примитивных тропических муравьёв рода Stictoponera из подсемейства Ectatomminae (ранее в составе Gnamptogenys). Эндемик Китая.

## Распространение
Встречаются в Восточной Азии: Китай.

## Описание
Длина тела рабочих около 4 мм (самка до 6,42 мм). От близкого вида Gnamptogenys panda отличается формой проподеума (он с небольшим зубцом, заднебоковые углы угловатые). Стебелёк между грудкой и брюшком состоит из одного узловидного членика (петиоль). Голову и всё тело покрывают глубокие бороздки. Усики 12-члениковые. Глаза мелкого размера, выпуклые. Челюсти субтреугольные с плоским базальным краем и бороздками у основания. Вид был впервые описан в 2017 году эквадорским мирмекологом Джоном Латтке (John E. Lattke, Universidad Nacional de Loja, Loja, Эквадор) и его китайскими коллегами (Zhilin Chen; Fuming Shi; Shanyi Zhou; Китай).
В 2022 году род Gnamptogenys был разделён на несколько (Alfaria + Gnamptogenys + Holcoponera + Poneracantha + Stictoponera) и данный вид перенесён в состав рода Stictoponera.